# Cycleptus elongatus
El matalote azul (Cycleptus elongatus) es una especie de pez dulceacuícola que se distribuye en cuencas de los estados de Nuevo León, Coahuila y Tamaulipas (México) y Dakota, Luisiana, Michigan, Ohio, Texas y Nuevo México (Estados Unidos de América). 

## Clasificación y descripción
Es un pez de la familia Catostomidae del orden Cypriniformes. Es un pez grande, puede alcanzar los 93 cm de longitud patrón. Las características que lo distinguen son: cabeza pequeña y delgada, hocico carnoso, boca protráctil dirigida hacia abajo y coloración azul o negro azulado; la cual se oscurece durante la temporada reproductiva, especialmente en las aletas que se pueden apreciar color negro y que se cubren por miles de tubérculos blanquecinos.

## Distribución
Esta especie tiene una distribución binacional, estando presente en cuencas de México y Estados Unidos de América. En México se encuentra en las cuencas de los ríos Conchos y Salado. En Estados Unidos se encuentra en los ríos: Misisipi, Misuri, Ohio y Grande.

## Ambiente
El matalote azul habita en pozas o ríos profundos con agua clara o turbia, corrientes fuertes a moderadas y de sustrato rocosos. Es un pez de agua dulce y de clima subtropical.

## Estado de conservación
Las poblaciones de este pez se encuentran disminuyendo. Este pez se encuentra enlistado en la Norma Oficial Mexicana 059 (NOM-059-SEMARNAT-2010) como especie sujeta a Protección Especial (Pr); en la Lista Roja de la Unión Internacional para la Conservación de la Naturaleza (UICN) se ha catalogado como Preocupación Menor (LC).